# Senillé-Saint-Sauveur
Senillé-Saint-Sauveur es una comuna nueva francesa situada en el departamento de Vienne, de la región de Nueva Aquitania.

## Historia
Fue creada el 1 de enero de 2016, en aplicación de una resolución del prefecto de Vienne de 14 de octubre de 2015 con la unión de las comunas de Saint-Sauveur y Senillé, pasando a estar el ayuntamiento en la antigua comuna de Saint-Sauveur.

## Demografía
| Gráfica de evolución demográfica de Senillé-Saint-Sauveur entre 1800 y 2013 |
|                                                                             |

Los datos entre 1800 y 2013 son el resultado de sumar los parciales de las dos comunas que forman la nueva comuna de Senillé-Saint-Sauveur, cuyos datos se han cogido de 1800 a 1999, para las comunas de Saint-Sauveur y Senillé de la página francesa EHESS/Cassini. Los demás datos se han cogido de la página del INSEE.

## Composición
| Comuna delegada | Código INSEE | Población (2013) | Superficie (km²) | Densidad (hab./km²) |
| --------------- | ------------ | ---------------- | ---------------- | ------------------- |
| Saint-Sauveur   | 86245        | 1073             | 32.37            | 33                  |
| Senillé         | 86259        | 748              | 17.94            | 43                  |